# Bumble
Bumble est un site de rencontres créé en 2014.

## Historique
En juin 2014, Whitney Wolfe Herd, une cofondatrice de Tinder, porte plainte contre la société pour discrimination et harcèlement sexuels, après en avoir été évincée. En août 2014, elle est contactée par Andrey Andreev, le fondateur et directeur général de Badoo. Ce dernier convainc Wolfe Herd de reprendre son activité dans le domaine des sites de rencontres, dont elle avait initialement l'intention de s'éloigner. En septembre 2014, un accord est trouvé dans le conflit qui l'oppose à Tinder, et Wolfe Herd reçoit un peu plus d'un million de dollars à titre de dédommagement. Après cela, Andreev et Wolfe Herd s'associent et fondent ensemble la société Bumble. Andreev doit en devenir détenteur de 79% des parts et fournir un investissement initial de 10 millions de dollars, ainsi que d'autres investissements ultérieurs. Wolfe Herd doit quant à elle en devenir la fondatrice, la directrice générale, et la propriétaire à hauteur de 20%. Leur accord prévoit que la nouvelle société utilise l'infrastructure de Badoo et la consultance d'Andreev. Une fois le partenariat conclu, ils recrutent deux autres ex-employés de Tinder : Chris Gulzcynski, un autre cofondateur, et Sarah Mick, la responsable du design. 
Bumble est lancé trois mois plus tard, en décembre 2014. La société est basée à Austin (Texas), et emploie 70 personnes à travers le monde.

## Fonctionnement
Le principe de fonctionnement de Bumble est né du succès et du développement de Tinder, et s'est inspiré de cette dernière dans son fonctionnement. Mais cette plateforme Tinder, lancée initialement dans les milieux de grandes écoles américaines, a été, à la suite de son succès, utilisée par des populations de plus en plus diverses. Des applications comme Bumble veulent retrouver une certaine sélectivité, et les questions de l’application s’intéressent ainsi à la situation socio-économique des utilisateurs. S'adressant aux nostalgiques des débuts de Tinder, l'application Bumble veut, aussi, exclure certains comportements grossiers et sexistes, tels que l'envoi de dick pics ou le harcèlement.